# Lucy Liemann
Lucy Katherine Liemann (* 24. November 1973 in Barnet, Middlesex) ist eine britische Schauspielerin und arbeitet in Theater, Fernsehen und Film. 
An der Academy of Live and Recorded Arts nahm Liemann Schauspielunterricht. Sie begann ihre Karriere auf Theaterbühnen und spielte 2005 in der Londoner Produktion von Carl Djerassis Stück Phallacy mit.
Nach einer Reihe von Rollen in verschiedenen britischen Fernsehserien spielte sie 2007 die Rolle der Lucy im dritten Teil der Jason Bourne-Filmreihe, Das Bourne Ultimatum. Seit 2016 wirkt sie in der Serie Agatha Raisin mit. Ihr Schaffen umfasst mehr als zwei Dutzend Produktionen.
2011 heiratete sie den Schauspieler Nigel Harman, mit dem sie seit April 2012 eine Tochter hat.

## Filmografie (Auswahl)
- 2005: Agatha Christie’s Poirot – Mit offenen Karten (Fernsehserie, Folge: Cards on the Table)
- 2005: The Bill (Fernsehserie, 1 Folge)
- 2006: The IT Crowd (Fernsehserie, 1 Folge)
- 2007: Das Bourne Ultimatum (The Bourne Ultimatum)
- 2008: Agatha Christie’s Poirot – Die vergessliche Mörderin (Fernsehserie, Folge: Third Girl)
- 2009: Hotel Babylon (Fernsehserie, 1 Folge)
- 2011: New Tricks – Die Krimispezialisten (New Tricks, Fernsehserie, 1 Folge)
- 2011: Lewis – Der Oxford Krimi (Lewis, Fernsehserie, 1 Folge)
- 2012: Inspector Barnaby: Fernsehserie, Staffel 15, Folge 6: Reif für die Rache (Schooled In Murder)
- 2014–: Agatha Raisin (Fernsehserie, 28 Folgen)
- 2015: George Gently – Der Unbestechliche (Inspector George Gently, Fernsehserie, 1 Folge)